# C.S.I.: Место преступления Майами
«C.S.I.: Место преступления Майами» (англ. CSI: Miami) — американский телесериал, выпущенный в партнёрстве канадской медиакомпанией «Alliance Atlantis» и «CBS Television Studios».
«C.S.I.: Место преступления Майами» является спин-оффом телесериала «C.S.I.: Место преступления» (англ. C.S.I.: Crime Scene Investigation). Пилотным эпизодом к сериалу стал показанный 9 мая 2002 года эпизод «Совместное расследование». Сериал запущен в эфир 23 сентября 2002 года на телеканале CBS. 8 апреля 2012 года в эфир вышла последняя серия. В 2004 был запущен спин-офф телесериала — «C.S.I.: Место преступления Нью-Йорк». В 2006 году, по результатам опроса, проведённого компанией «Informa Telecoms & Media», «C.S.I.: Место преступления Майами» был назван «Самым популярным в мире ТВ-шоу». Всего в рамках телесериала было выпущено 10 сезонов состоящих из 232 эпизодов.

## Синопсис
Команда криминалистов города Майами под руководством бывшего сапёра Горацио Кейна (Дэвид Карузо) раскрывает преступления на территории курортного мегаполиса.
Съёмки телесериала происходили, в основном, в Калифорнии. Крытые сцены снимались в студии «Raleigh Manhattan Studios» на Манхэттен-Бич, Калифорния. Большинство сцен были сняты на Лонг-Бич, Манхаттан-Бич и Редондо-Бич.

## В ролях
| Актёр              | Персонаж               | Должность                                                      | Сезон                 | Сезон                 | Сезон                 | Сезон                 | Сезон                 | Сезон                 | Сезон                 | Сезон                 | Сезон                 | Сезон               |
| Актёр              | Персонаж               | Должность                                                      | 1                     | 2                     | 3                     | 4                     | 5                     | 6                     | 7                     | 8                     | 9                     | 10                  |
| ------------------ | ---------------------- | -------------------------------------------------------------- | --------------------- | --------------------- | --------------------- | --------------------- | --------------------- | --------------------- | --------------------- | --------------------- | --------------------- | ------------------- |
| Дэвид Карузо       | лейтенант Горацио Кейн | криминалист 3-го уровня / Руководитель лаборатории             | Постоянный персонаж   | Постоянный персонаж   | Постоянный персонаж   | Постоянный персонаж   | Постоянный персонаж   | Постоянный персонаж   | Постоянный персонаж   | Постоянный персонаж   | Постоянный персонаж   | Постоянный персонаж |
| Эмили Проктер      | детектив Келли Дюкейн  | криминалист 3-го уровня / Заместитель руководителя лаборатории | Постоянный персонаж   | Постоянный персонаж   | Постоянный персонаж   | Постоянный персонаж   | Постоянный персонаж   | Постоянный персонаж   | Постоянный персонаж   | Постоянный персонаж   | Постоянный персонаж   | Постоянный персонаж |
| Адам Родригес      | детектив Эрик Делко    | криминалист 3-го уровня                                        | Постоянный персонаж   | Постоянный персонаж   | Постоянный персонаж   | Постоянный персонаж   | Постоянный персонаж   | Постоянный персонаж   | Постоянный персонаж   | Периодическое участие | Постоянный персонаж   | Постоянный персонаж |
| Ким Дилейни        | лейтенант Меган Доннер | криминалист 3-го уровня / Заместитель руководителя лаборатории | Постоянный персонаж   |                       |                       |                       |                       |                       |                       |                       |                       |                     |
| Рори Кокрейн       | детектив Тим Спидл     | криминалист 3-го уровня                                        | Постоянный персонаж   | Постоянный персонаж   |                       |                       |                       | Приглашённый персонаж |                       |                       |                       |                     |
| Ханди Александер   | доктор Алекс Вудс      | патологоанатом                                                 | Постоянный персонаж   | Постоянный персонаж   | Постоянный персонаж   | Постоянный персонаж   | Постоянный персонаж   | Постоянный персонаж   | Приглашённый персонаж | Приглашённый персонаж |                       |                     |
| Рекс Линн          | сержант Фрэнк Трипп    | детектив отдела убийств полиции Майами                         | Периодическое участие | Периодическое участие | Периодическое участие | Периодическое участие | Постоянный персонаж   | Постоянный персонаж   | Постоянный персонаж   | Постоянный персонаж   | Постоянный персонаж   | Постоянный персонаж |
| София Милоc        | детектив Елина Салас   | детектив отдела убийств полиции Майами                         | Периодическое участие | Периодическое участие | Постоянный персонаж   |                       | Приглашённый персонаж | Приглашённый персонаж | Приглашённый персонаж |                       |                       |                     |
| Джонатан Того      | детектив Райен Вульф   | криминалист 3-го уровня                                        |                       |                       | Постоянный персонаж   | Постоянный персонаж   | Постоянный персонаж   | Постоянный персонаж   | Постоянный персонаж   | Постоянный персонаж   | Постоянный персонаж   | Постоянный персонаж |
| Ева Ларю           | Наталья Буа Виста      | криминалист 1-го уровня                                        |                       |                       |                       | Периодическое участие | Постоянный персонаж   | Постоянный персонаж   | Постоянный персонаж   | Постоянный персонаж   | Постоянный персонаж   | Постоянный персонаж |
| Мегалин Эчиканвоке | доктор Тара Прайс      | патологоанатом                                                 |                       |                       |                       |                       |                       |                       | Постоянный персонаж   |                       |                       |                     |
| Омар Бенсон Миллер | Уолтер Симмонс         | криминалист 1-го уровня                                        |                       |                       |                       |                       |                       |                       |                       | Постоянный персонаж   | Постоянный персонаж   | Постоянный персонаж |
| Эдди Сибриан       | Джесси Кардоза         | криминалист 2-го уровня                                        |                       |                       |                       |                       |                       |                       |                       | Постоянный персонаж   | Приглашённый персонаж |                     |

## Награды и номинации

### Награды
ASCAP
- Лучший телесериал — 2005
- Лучший телесериал — 2006

ACS Awards
- За выдающиеся достижения в области кинематографии — пилотный эпизод «Совместное расследование» (2003)

Эмми
- Лучшая режиссура — 2003
- Лучшая постановка трюков — 2007

BMI Film & TV Awards:
- BMI TV Music Award — 2003[3]
- BMI TV Music Award — 2004[4]
- BMI TV Music Award — 2005[5]
- BMI TV Music Award — 2008[6]

California on Location Awards:
- Ассистент локейшн-менеджера года — телевидение — 2007

Image Awards:
- Выдающаяся актриса драматического сериала (Ханди Александер) — 2005

Motion Picture Sound Editors:
- Лучшее звуковое редактирование музыки для телевидения полная форма — Звуковые эффекты — эпизод «Преступная волна» — 2005
- Лучшее звуковое редактирование музыки для телевидения — Сокращённая форма — эпизод «Рио» — 2007

Выбор народа:
- Любимая новая ТВ драма — 2003

### Номинации
ACS Awards:
- За выдающиеся достижения в области кинематографии — эпизод «Тёмная комната» — 2007
- За выдающиеся достижения в области кинематографии — эпизод «Из-под стражи» — 2008

ALMA:
- Выдающийся актёр драматического телесериала (Адам Родригес) — 2008

Эмми:
- Лучшее звуковое редактирование музыки для телесериала — 2003
- Лучшее звуковое редактирование музыки для телесериала — 2007

Image Awards:
- Лучший драматический сериал — 2006
- Выдающаяся актриса драматического сериала (Ханди Александер) — 2006
- Выдающаяся актриса драматического сериала (Ханди Александер) — 2007

Imagen Foundation Awards:
- Лучший актёр второго плана — Телевидение (Адам Родригес) — 2005
- Лучшая актриса второго плана — Телевидение (Ева Ларю) — 2006
- Лучшая актриса второго плана — Телевидение (Ева Ларю) — 2007

Motion Picture Sound Editors:
- Лучшее звуковое редактирование музыки для телевидения — эпизод «Гран При» — 2004
- Лучшее звуковое редактирование музыки для телевидения — Сокращённая форма — эпизод «Пропавший сын» — 2005
- Лучшее звуковое редактирование музыки для телевидения — Сокращённая форма — эпизод «Городские отморозки» — 2006
- Лучшее звуковое редактирование музыки для телевидения — Сокращённая форма — эпизод «Три пути» — 2006
- Лучшее звуковое редактирование музыки для телевидения — эпизод «Признание, как оно есть» — 2007

Молодой актёр:
- Лучшее исполнение в драматическом сериале — Приглашённый молодой актёр (Раджа Финск) — 2003
- Лучшее исполнение в драматическом сериале — Приглашённый молодой актёр (Сет Эдкинс) — 2003
- Лучшее исполнение в телесериале — Приглашённый молодой актёр (Сара Пэкстон) — 2004
- Лучшее исполнение в телесериале — Приглашённый молодой актёр (Алекс Блэк) — 2005
- Лучшее исполнение в телесериале — Приглашённый молодой актёр (Коул Петерсен) — 2008